# Ашіль Рішар
Ашіль Рішар (фр. Achille Richard, 1794—1852) — французький ботанік, ілюстратор ботанічних книг та лікар.

## Життя та робота
Ашіль Рішар був сином ботаніка Луї-Клода Марі Рішара (1754–1821). Він був фармацевтом у французькому флоті та членом кількох відомих товариств того часу. Він став провідним ботаніком, а його книги досі цінуються за їхню ясність і точність.
24 лютого 1834 року його було прийнято до складу Французької академії наук (ботанічна секція). Він також був членом Французької національної академії медицини. Він вивчав і описав кілька родів орхідей, що мають його абревіатуру в родовій назві, серед яких Ludisia.

## Праці
- 1819 Nouveaux Éléments de Botanique (New Elements of Botany), Paris. (11th Edition, 1876, доступно онлайн: Gallica)
- 1820 Monographie du genre Hydrocotyle de la famille des ombellifères (Монографія роду Hydrocotyle родини Umbelliferae (або Apiaceae)
- 1828 Monographie des orchidées des îles de France et de Bourbon (Монографія орхідей островів Франції та Реюньйону)
- 1829 Mémoire sur la famille des rubiacées contenant la description générale de cette famille et les caractères des genres qui la composent (Спогад про родину Rubiaceae, що містить загальний опис цієї родини та ознаки родів, що її складають)
- 1834 Essai d'un Flore de la Nouvelle-Zelande
- 1839–1843, Voyage en Abyssinie
- 1845 Histoire Physique, Politique et Naturelle de L'Ile de Cuba (Ed. Sagra, Ramón de la). Botanique. Plantes Vasculaires.